# 寺田村 (新潟県)
寺田村（てらだむら）は、かつて新潟県中魚沼郡にあった村。

## 沿革
- 1889年（明治22年）4月1日 - 町村制施行に伴い中魚沼郡寺石村、上田村が合併して発足。
- 1901年（明治34年）11月1日 - 中魚沼郡上郷村、宮野原村と合併し、新たに上郷村が発足。同日寺田村廃止。